# Wolfgang Stahl (Chemiker)
Wolfgang Stahl (* 1. April 1956 in Kiel; † 29. August 2020 in Aachen) war ein deutscher Spektroskopiker. Er war Professor für Molekülspektroskopie am Institut für Physikalische Chemie an der RWTH Aachen.

## Leben und Forschung
Wolfgang Stahl beendete sein Studium in Chemie an der Universität Kiel mit dem Diplom im Jahr 1983. Er erhielt seine Doktorwürde im Bereich der Physikalischen Chemie im Jahr 1987 an der Universität Kiel. Nach Auslandsaufenthalten in den USA erhielt er im Jahr 1992 die Venia docendi für das Lehrgebiet Physikalische Chemie von der Universität Kiel. 1995 wurde er zum Professor für Molekülspektroskopie an der RWTH Aachen berufen. Er war über mehrere Jahre Vorsitzender des Prüfungsausschusses Chemie in der Fachgruppe Chemie. Zudem war er ERASMUS-Beauftragter der Fachgruppe Chemie und kümmerte sich um die Integration ausländischer Studierender.
Seine Forschung hatte folgende Schwerpunkte im Bereich der Mikrowellenspektroskopie:
- Großamplitudige Bewegungen in Molekülen
- Theorie der Rotationsspektren
- Quantenmechanische und gruppentheoretische Berechnungen
- Kernquadrupolkopplung

## Publikationen (Auswahl)
Er publizierte zahlreiche Fachartikel zur Aufklärung der Struktur von Molekülen in der Gasphase und zu deren Rotations- und Schwingungsspektren. In den letzten Jahren galt sein besonderes Interesse den Natur- und Geruchsstoffen. Insgesamt veröffentlichte er 149 Fachartikel. Nachfolgend eine Auswahl seiner Fachartikel aufgeteilt nach Themengebieten:

### Instrumentelle Entwicklungen zur Mikrowellen-Fouriertransform-Spektroskopie
- Jens‐Uwe Grabow, Wolfgang Stahl, Helmut Dreizler: A multioctave coaxially oriented beam‐resonator arrangement Fourier‐transform microwave spectrometer. In: Review of Scientific Instruments. 67. Jahrgang, Nr. 12, 1. Dezember 1996, S. 4072–4084, doi:10.1063/1.1147553.
- Jens‐Uwe Grabow, Wolfgang Stahl, Helmut Dreizler: A multioctave coaxially oriented beam‐resonator arrangement Fourier‐transform microwave spectrometer. In: Review of Scientific Instruments. 67. Jahrgang, Nr. 12, 1. Dezember 1996, S. 4072–4084, doi:10.1063/1.1147553.
- J.-U. Grabow, W. Stahl: Notizen: A Pulsed Molecular Beam Microwave Fourier Transform Spectrometer with Parallel Molecular Beam and Resonator Axes. In: Zeitschrift für Naturforschung A. 45. Jahrgang, Nr. 8, 1. August 1990, S. 1043–1044, doi:10.1515/zna-1990-0817 (englisch).
- W. Stahl, E. Fliege, H. Dreizler, R. Schwarz: A Microwave Fourier Transform Spectrometer for the Lower K-band. In: Zeitschrift für Naturforschung A. 39. Jahrgang, Nr. 4, 1. April 1984, S. 354–356, doi:10.1515/zna-1984-0406 (englisch).
- H. Dreizler, E. Fliege, H. Mäder, W. Stahl: Microwave Fourier Transform Double Resonance Experiment and Theory. In: Zeitschrift für Naturforschung A. 37. Jahrgang, Nr. 11, 1. November 1982, S. 1266–1271, doi:10.1515/zna-1982-1109 (englisch).

### Natur- und Geruchsstoffe
- Vinh Van, Wolfgang Stahl, Minh Tuyen Nguyen, Ha Vinh Lam Nguyen: The smell of coffee: the carbon atom microwave structure of coffee furanone validated by quantum chemistry. In: Canadian Journal of Physics. 98. Jahrgang, Nr. 6, 1. Juni 2020, S. 538–542, doi:10.1139/cjp-2019-0475 (englisch).
- Maike Andresen, Isabelle Kleiner, Schwell, Martin, Wolfgang Stahl, Ha Vinh Lam Nguyen: Microwave Spectrum and Internal Rotations of Heptan-2-one: A Pheromone in the Gas Phase. In: The Journal of Physical Chemistry A. 124. Jahrgang, Nr. 7, 20. Februar 2020, S. 1353–1361, doi:10.1021/acs.jpca.9b11577.
- L. W. Sutikdja, D. Jelisavac, W. Stahl, I. Kleiner: Structural studies on banana oil, isoamyl acetate, by means of microwave spectroscopy and quantum chemical calculations. In: Molecular Physics. 110. Jahrgang, Nr. 23, 1. Dezember 2012, S. 2883–2893, doi:10.1080/00268976.2012.679630.
- Halima Mouhib, Vinh Van, Wolfgang Stahl: Sulfur-Containing Flavors: Gas Phase Structures of Dihydro-2-methyl-3-thiophenone. In: The Journal of Physical Chemistry A. 117. Jahrgang, Nr. 30, 1. August 2013, S. 6652–6656, doi:10.1021/jp4041748.

### Kernquadrupolkopplung
- Thuy Nguyen, Vinh Van, Claudine Gutlé, Wolfgang Stahl, Martin Schwell, Isabelle Kleiner, Ha Vinh Lam Nguyen: The microwave spectrum of 2-methylthiazole: 14N nuclear quadrupole coupling and methyl internal rotation. In: The Journal of Chemical Physics. 152. Jahrgang, Nr. 13, 2. April 2020, S. 134306, doi:10.1063/1.5142857.
- Ha Vinh Lam Nguyen, Raphaela Kannengießer, Wolfgang Stahl: Microwave survey of the conformational landscape exhibited by the propeller molecule triethyl amine. In: Physical Chemistry Chemical Physics. 14. Jahrgang, Nr. 33, 1. August 2012, S. 11753–11758, doi:10.1039/C2CP41385J (englisch).
- Ilona Merke, Arne Lüchow, Wolfgang Stahl: Internal rotation, quadrupole coupling and structure of (CH3)3SiI studied by microwave spectroscopy and ab-initio calculations. In: Journal of Molecular Structure. 780–781. Jahrgang, 3. Januar 2006, S. 295–299, doi:10.1016/j.molstruc.2005.07.011 (englisch).
- U. Kretschmer, D. Consalvo, A. Knaack, W. Schade, W. Stahl, H. Dreizler: The 14N quadrupole hyperfine structure in the rotational spectrum of laser vaporized urea observed by molecular beam Fourier transform microwave spectroscopy. In: Molecular Physics. 87. Jahrgang, Nr. 5, 10. April 1996, S. 1159–1168, doi:10.1080/00268979600100771.